# 張光前 (萬曆進士)
張光前（1583年—？年），字爾荷，號㟊西，山西澤州人，民籍，明朝政治人物。

## 生平
庚子山西鄉試第三十名舉人，萬曆三十八年（1610年）庚戌科會試一百八十名，廷试三甲四十二名進士。户部观政，授任湖廣武昌府蒲圻縣（今屬湖北省赤壁市）知縣，四十年本省同考，丁忧归。四十四年復補直隶保定府安肅縣知县。四月後于萬曆四十五年（1617年）即擢吏部驗封司主事，歷升文選司員外郎、稽勳司郎中。乞假去。
天啟四年（1624年），趙南星任吏部尚書，起張光前為文選司郎中。因疏抗魏忠賢而貶官。崇禎元年（1628年），起爲光祿寺少卿，不赴。崇禎三年（1630年），起太常寺少卿。又進大理寺少卿。連番上疏乞休，及家而卒。《明史》有传。

## 家族
曾祖張仲實，祖張朝器，父張思烈，封户部主事承德郎；母郜氏（封安人）。永感下。兄光先（廩生）；張光縉（甲辰進士、任廬州、松江二府知府），弟光繡（增生）；光祚（庠生）；光宇；光宅；光復。子肇隆；肇陽。

## 延伸阅读
[在维基数据编辑]
 《明史卷二百四十二》，出自《明史》